# Муре (Бельгия)

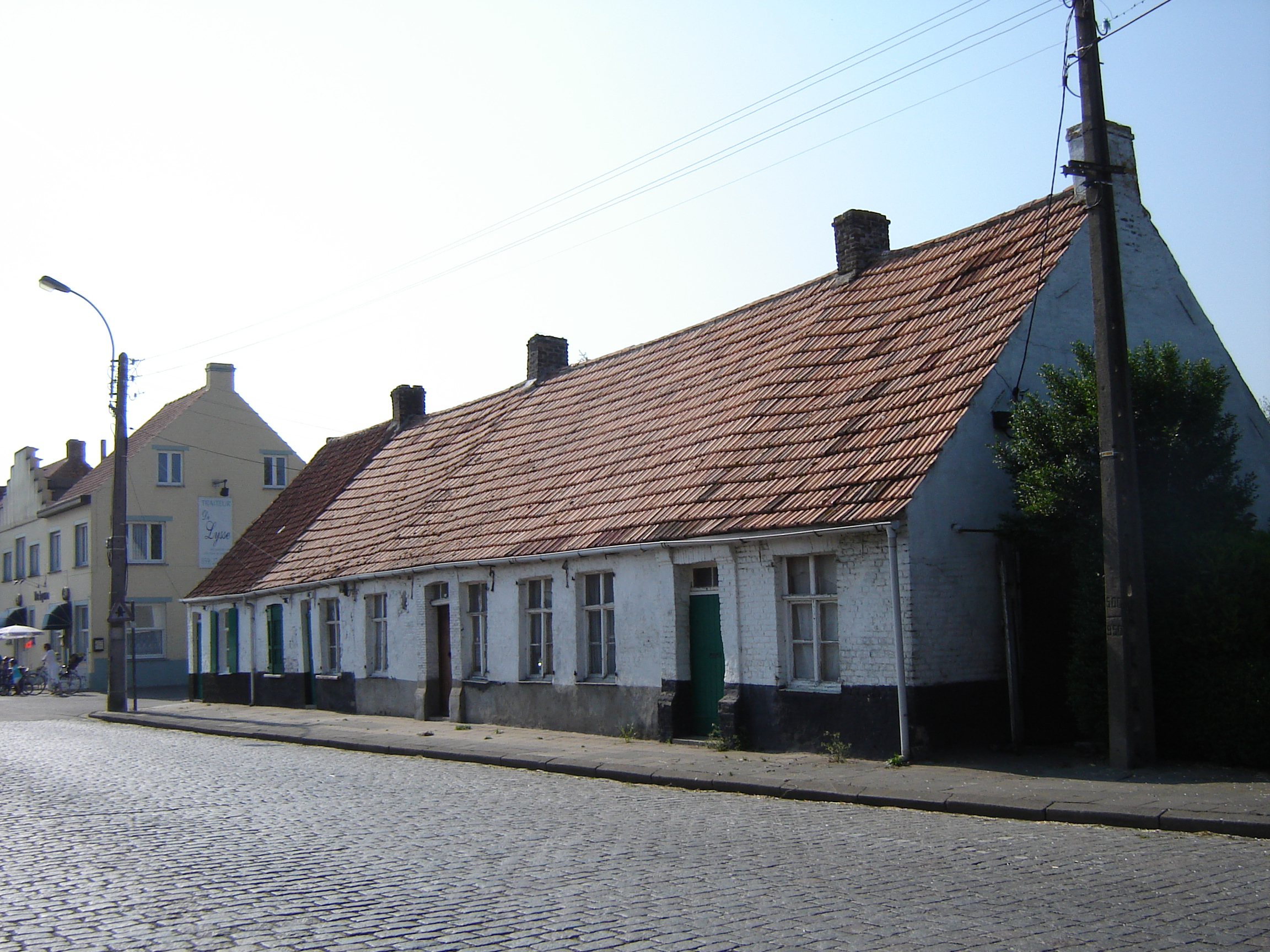

Муре (нидерл. Moere) — небольшая деревня в муниципалитете Гистел в Западной Фландрии, Бельгия. В 1980-е годы здесь останавливался Марвин Гэй, который написал здесь песни «Sexual Healing» and «Midnight Love».